# Söndagsskolan (radioprogram)
Söndagsskolan var namnet på två olika programserier som sänts i Sveriges Radio.
1994–1995 sände P3 programmet Söndagsskolan, producerat i Göteborg. Det var enligt programförklaringen ett personligt program som sammanfattade den gångna veckan. Man ville ”häckla, hylla och gissla – och spela musik”, ”... ett slags samhällstillvänd grunge-radio, ibland hur dumt som helst, ibland inte alls dumt”. Det leddes första året oftast av Sara Kadefors och senare av Pamela Jaskoviak, Tina-Marie Qwiberg och Per Dahlberg.
2006–2007 sände P4 en serie program med samma namn. Hans Rosenfeldt ledde en frågetävling för lyssnarna där dessa deltog via sms eller webb.